# La Petite Rivière (biflöde till Rivière de l'Achigan)
La Petite Rivière är ett vattendrag i Kanada.   Det ligger i provinsen Québec, i den sydöstra delen av landet, 160 km öster om huvudstaden Ottawa.
Trakten runt La Petite Rivière består till största delen av jordbruksmark. Runt La Petite Rivière är det ganska tätbefolkat, med 90 invånare per kvadratkilometer.